# Principio di non regressione
Il principio di non regressione è uno dei principi cardine del giudizio ordinario penale ed impedisce il ritorno a fasi antecedenti a quella dibattimentale.
La natura e l'esigenza di questo principio sono evidenti: il legislatore si è preoccupato di evitare la possibilità che una situazione processuale possa tornare a fasi pre-dibattimentali in senso ampio già conclusesi con validità (per le fasi concluse invaldiamente vige la nullità dell'atto, che è invece non permessa, ma obbligatoria).